# Новые Буторы
Новые Буторы (укр. Нові Бутори) — село, относится к Великомихайловскому району Одесской области Украины.
Население по переписи 2001 года составляло 153 человека. Почтовый индекс — 67114. Телефонный код — 8-04859. Занимает площадь 0,44 км². Код КОАТУУ — 5121682803.

## Местный совет
67112, Одесская обл., Великомихайловский р-н, с. Новоалександровка